# 2004 Lexell
2004 Lexell este un asteroid din centura principală. A fost descoperit de Nikolai.S. Cernîh, de la Observatorul Astronomic Naucinîi din Crimeea, la 22 septembrie 1973 și a primit numele astronomului și matematicianului rus, de origine suedeză, Anders Lexell (1740–1784).
Asteroidul 2004 Lexell are periheliul la 1,9992246 UA . Acesta are o excentricitate de 0,0795345, iar perioada orbitală este de 1.169,17 zile (3,2 ani). Lexell are o viteză medie orbitală de 20,20997149 km/s.